# Habsburg–Toscanai Mária Terézia Franciska főhercegnő
Ausztriai Mária Terézia (németül: Maria Theresia von Österreich, olaszul: Maria Teresa d’Asburgo; Bécs, Ausztria, 1801. március 21. – Torino, Szárd Királyság, 1855. január 12.), a Habsburg–Lotaringiai-ház toszkánai ágából származó osztrák főhercegnő, Savoyai Károly Alberttel kötött házassága révén carignanói hercegné, majd férje 1831-es koronázását követően szárd–piemonti királyné hitvese 1849-es lemondásáig.
A főhercegnő volt III. Ferdinánd toszkánai nagyherceg és Szicíliai Lujza Mária legfiatalabb életben maradt leánya, II. Lipót nagyherceg testvére. 1817-ben kötött házasságot a Savoya–Carignanói-házból való Károly Alberttel. Házasságból összesen három gyermek született, akik közül a két legidősebb fiúgyermek, a későbbi II. Viktor Emánuel olasz király és Ferdinánd Mária, Genova 1. hercege élete meg a felnőttkort.
A jámbor és félénk természetű Mária Terézia hithű római katolikus volt. Királynéként hitvese mellett nem avatkozott az államügyekbe, családjának élt. Férje 1849 márciusi lemondását (majd júliusi halálát) követően nem jelent meg többé nyilvános állami eseményeken, ám fia uralkodása alatt már foglalkozott a politikával: fiának adott tanácsaiban vallására hagyatkozott. 1855-ben, ötvenhárom éves korában hunyt el.

## Életrajza

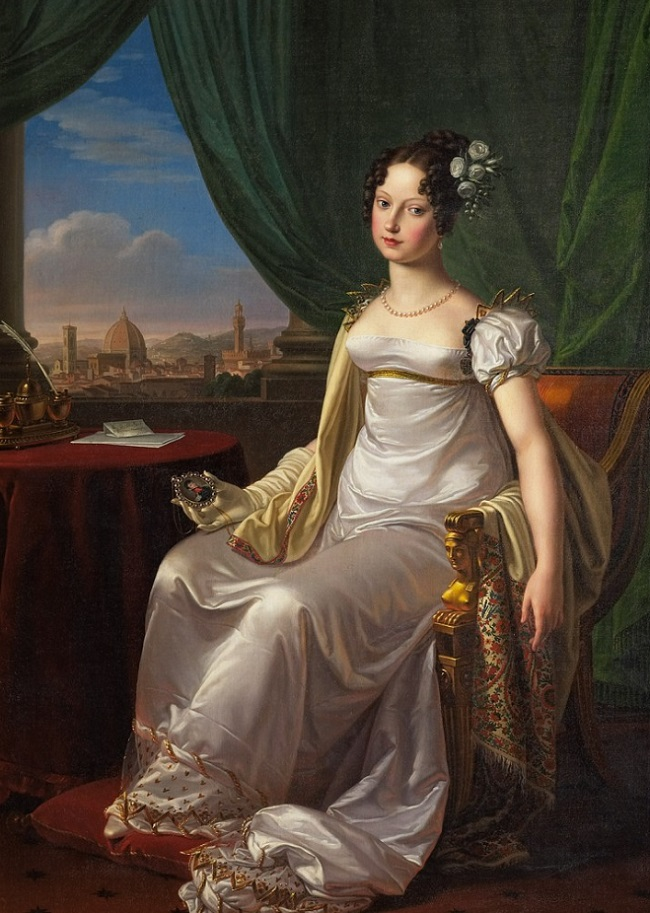
Az ifjú főhercegnő 1817 körül

### Ifjúkora
A főhercegnő 1801. március 21-én született a Habsburg–Lotaringiai-ház toszkánai ágának tagjaként. Apja III. Ferdinánd toszkánai nagyherceg, míg édesanyja Szicíliai Lujza Mária volt. Szülei hat gyermeke közül ő volt az ötödik, felnőttkort ugyanakkor csak két testvére élte meg: bátyja, a későbbi II. Lipót nagyherceg, és nővére, Mária Lujza főhercegnő, aki sosem házasodott meg. Szülei nagyon közeli rokoni kapcsolatban álltak: kettős unokatestvérek voltak. Ezzel a főhercegnő nagyszülei két testvérpárból állt: apai nagyszülei II. Lipót császár és Mária Ludovika császárné, míg anyai nagyszülei I. Ferdinánd nápoly–szicíliai király (a császárné testvére) és Mária Karolina főhercegnő (a császár húga) voltak.
A főhercegnőt apai (egyben anyai) nagyanyja, Mária Terézia császárné után nevezték el. Teljes nevén Mária Terézia Franciska Jozefa Johanna Benedikta (németül: Maria Theresia Franziska Josepha Johanna Benedikta) néven született Ausztriában, a császárvárosban, ahová családja 1799-ben menekültek, amikor a Toszkánai Nagyhercegséget Bonaparte Napóleon tábornok csapatai elfoglalták.
Születése után egy évvel édesanyja, Lujza Mária hercegnő egy halott gyermeknek adott életet, majd ő maga is belehalt a szülésbe. Édesapja, a nagyherceg ismét megnősült, ezúttal Szászországi Mária Ferdinanda hercegnőt, az első házasságából való fiának, Lipótnak sógornőjét vette el. Ez a házasság azonban gyermektelen maradt.
Mária Terézia főhercegnő ifjúkorát Bécsben és Würzburgban töltötte. Apjának az 1801-es lunéville-i béke értelmében le kellett mondania a toszkánai nagyhercegi címéről I. Napóleon francia császár javára, cserébe az 1802-es újonnan kreált Salzburgi Hercegséget kapta meg. 1805-ben újabb csere következett: Ferdinánd a würzburgi nagyhercegséget örökölte, így a család Würzburgba költözött. Napóleon bukása után, 1814-ben Ferdinánd és gyermekei visszatérhettek a bécsi kongresszus által helyreállított Toszkánai Nagyhercegségbe. 1815-ben Murat tábornagynak, Nápoly királyának támadása miatt ismét menekülniük kellett, ám még ugyanabban az évben hazatérhettek.

### Házassága

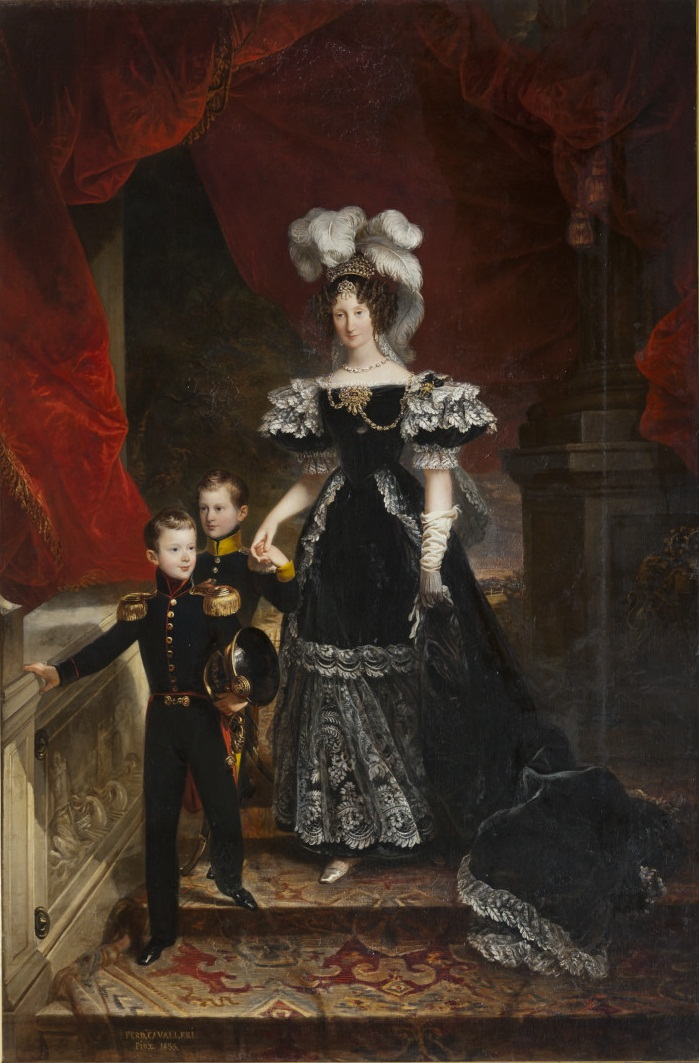
Mária Terézia királyné két fiával: Viktor Emánuel trónörökös és Ferdinánd Mária hercegekkel (1832)

1817. szeptember 30-án Mária Terézia főhercegnő feleségül ment másodfokú unokafivéréhez, a Savoyai-ház carignanói ágából való Károly Albert herceghez, aki Károly Emánuel, Carignano hercege és Szászországi Mária Krisztina, III. Ágost lengyel király unokájának fia volt. Az esküvőt a Firenzében, a Santa Maria del Fiore székesegyházban tartották. A házasságot október 2-án a pápai nuncius is megáldotta. A teljes neven olaszul: Maria Teresa Francesca Giuseppa Giovanna Benedetta lett.
1820 márciusában megszületett első fiuk, akinek a szárd uralkodó után Viktor Emánuelnek kereszteltek. Az 1821-es zavargások nyomán I. Viktor Emánuel király lemondott a trónról öccse, Károly Félix javára. Az új király érkezéséig Mária Terézia férje, a liberálisabb szellemű Károly Albert carignanói herceg gyakorolta a régensi hatalmat, de intézkedéseit a visszatérő Károly Félix eltörölte, őt magát családjával együtt egy időre Toszkánába küldte. A carignanói hercegné gyermekeivel a firenzei Villa del Poggio Imperiale kastélyban rendezkedtek be. 1822-ben megszületett második fia, Ferdinánd Mária herceg. 1826-ban egy leányuk született, Mária Krisztina hercegnő, aki pár hónapos korában meghalt. Mária Terézia főhercegnő teljesen gyermekei nevelésének szentelte magát.
1824. február 2-án a gyermektelen Károly Félix király bemutatta a népnek Károly Albert carignanói herceget, Mária Terézia férjét, mint a szárd–piemonti trón örökösét, a korona várományosát. Mária Teréziát koronahercegnővé (olaszul: Principessa Ereditaria) nevezték ki, visszatért Torinóba, majd Racconigibe (a piemonti Cuneo közelében). 1831. április 27-én aztán Károly Félix király elhunyt, vele kihalt a Savoyai-ház férfiága, ezzel a carignanói herceg és felesége, Károly Albert és Mária Terézia elfoglalták a szárd–piemonti trónt.

### Későbbi élete
Az 1848–49-es függetlenségi háborúban elszenvedett vereségek után Károly Albert király lemondott a fia, Viktor Emánuel javára, majd Portugáliába vonult száműzetésbe, és még 1849-ben Portóban meghalt. Az özvegy Mária Terézia anyakirályné visszavonult a nyilvánosságtól. Mélyen katolikus és konzervatív személyiség volt, aki a háttérben komoly befolyással bírt fiára, II. Viktor Emánuel királyra. A szárd törvényhozásban latba vetette tekintélyét, hogy korlátozza Cavour grófnak a római katolikus egyházi jogok megnyirbálására irányuló törekvéseit.
1851-ben hazatért szülőföldjére, Toszkánába, itt hunyt el 1855. január 12-én. Halála után egy héttel (január 20-án) elhunyt a menye, Mária Adelheid királyné, egy hónappal később (február 10-én) meghalt másodszülött fia, Ferdinánd Mária, Genova hercege is. Az elhunyt királyné testét ünnepélyes keretek között Torinóba vitték, és az ottani királyi temetkezőhelyre, a Supergai bazilika kriptájába temették, férje mellé. Fia, II. Viktor Emánuel szárd–piemonti király 1861-ben, a második itáliai függetlenségi háború után az egyesített Olasz Királyság első uralkodója lett.

## Forrás
- Brigitte Hamann: Die Habsburger, ein biographisches Lexikon, Verlag Carl Ueberreuter, Bécs, 1988.
- Thea Leitner: Habsburgs vergessene Kinder (A Habsburgok elfeledett gyermekei), Piper, 1996, ISBN 3-492-21865-2
- Hugh Montgomery-Massingberd (kiadó): Burke's Royal Families of the World, 1. kötet: Európa & Latin-Amerika, Burke's Peerage Ltd, London, 1977.

| Ausztriai Mária Terézia Habsburg–Lotaringiai-ház, toszkánai ág Született: 1801. március 21. Elhunyt: 1855. január 12. |                                                      |                                    |
| |                                                      |                                    |
| Előző Szicíliai Mária Krisztina                                                                                       | Szárd királyné 1831. április 27. – 1849. március 23. | Következő Ausztriai Mária Adelheid |